# 費雪小姐探案集
《費雪小姐探案集》是一部澳洲電視影集，取材自澳洲作家凱瑞·格林伍德（Kerry Greenwood）1989年的同名小說， 由費歐娜·伊格和戴布·考克斯製作，於179個國家播出。劇情圍繞著1920年代一位在澳洲墨爾本開業的淑女偵探芙萊妮·費雪小姐（艾希·戴維斯，Essie Davis飾演），描述她所解決的罪案與個人生活。

## 概要
《費雪小姐探案集》（Miss Fisher's Murder Mysteries）2012年2月24日於澳洲廣播公司首播，迄今共三季影集。影集內容取材自澳洲作家凱瑞·格林伍德 （Kerry Greenwood）的系列暢銷小說。
在海外旅居多年的費雪小姐返回墨爾本，她之所以回國，一方面是為了展開新生活，另一方面也是為了確保綁架她妹妹的犯人傅伊爾不得出獄。在普魯登斯阿姨的鼓吹之下，費雪小姐協助舉辦一場慈善活動，也因此捲入了神秘案件。個性獨立、豪放的費雪小姐在解決第一件謀殺案之後，決定以「淑女偵探」為業，打擊犯罪。在第一樁案件中結識的女僕小桃，後來成為她的得力助手。墨爾本城南警局的傑克．羅賓森督察起初對費雪小姐不按牌理出牌的辦案方式甚感頭疼，但隨著相處日久，兩人也培養出辦案默契，一同解決棘手的案件。

## 角色介紹
| 角色                                            | 演員                | 說明 |
| ----------------------------------------------- | ------------------- | --- |
| 芙萊妮·費雪 Phryne Fisher                       | Essie Davis         | 父親為亨利·費雪子爵，受人尊稱為「可敬的費雪小姐」（The Honourable Miss Fisher），個性獨立、豪爽，熱衷於扶助弱勢、打擊犯罪。 |
| 傑克·羅賓森督察 John "Jack" Robinson            | Nathan Page         | 墨爾本警局的資深警探，常與費雪小姐聯手辦案。                                                                                |
| 桃樂絲·威廉斯 Dorothy "Dot" William             | Ashleigh Cummings   | 暱稱「小桃」，費雪小姐的女僕、助手。虔誠的天主教徒，後與新教教徒柯林斯警員發展為男女朋友關係。                              |
| 休·柯林斯 Hugh Collins                          | Hugo Johnstone-Burt | 墨爾本警局警員，羅賓森督察的左右手，後與桃樂絲·威廉斯發展為男女朋友關係。                                                   |
| 托拜·巴特勒 Tobias Bulter                       | Richard Bligh       | 費雪小姐忠誠的執事，也是完美的管家，自澳洲皇家空軍退役的退伍軍人，擁有好身手。                                              |
| 伯特·強生 Bert Johnson                          | Travis McMahon      | 勞工階級，社會主義者，常為費雪小姐跑腿。                                                                                    |
| 賽克·葉慈 Cec Yates                             | Anthony Sharpe      | 伯特的朋友，同樣是勞工階級與社會主義者，常為費雪小姐跑腿。                                                                  |
| 伊莉莎白·麥克米連 Dr. Elizabeth "Mac" Macmillan | Tammy MacIntosh飾演 | 暱稱「麥克」，費雪小姐的密友，在墨爾本婦女醫院執醫。                                                                        |
| 普魯登斯阿姨 Prudence Elizabeth Stanle          | Miriam Margolyes    | 費雪小姐的阿姨，熱衷於推動社會慈善事業。                                                                                    |
| 珍妮·羅斯 Jane Ross                             | Ruby Rees-Wemyss    | 受費雪小姐監護的孤苦女孩，與費雪小姐失蹤的妹妹同名。                                                                        |
| 莫道·傅伊爾 Murdoch Foyle                       | Nicholas Bell       | 前大學講師，因涉嫌綁架費雪小姐的妹妹入獄。                                                                                  |

## 翻拍
2019年時中國上海九九文化傳播有限公司翻拍為《旗袍美探》，由馬伊琍、高偉光、董璇、卜冠今領銜主演，於2019年2月開機，2019年8月殺青。於2020年8月28日在北京衛視首播，背景改為二十世紀三十年代的上海租界。